# Elisabeth Christine Berling
Elisabeth Christine Berling (født Godiche) (død 1801) var en dansk bogtrykker og forlægger.
Elisabeth Christine var datter af Andreas Hartvig Godiche og Anna Magdalena Godiche. Hun blev gift med bogtrykker Georg Christopher Berling i 1772. Ved ægtemandens død i 1778 overtog hun bestyrer af det Berlingske Forlag som var en af landets største på dette tidspunkt. Ved moren Anna Magdalena Godiche død i 1780 overtog hun Godiche Forlag og stod for afviklingen og salget af boet, hvor blandt andet Frederik Wilhelm Thiele har købt udstyr til sit nysanlagte trykkeri. 